# Шмальцовник

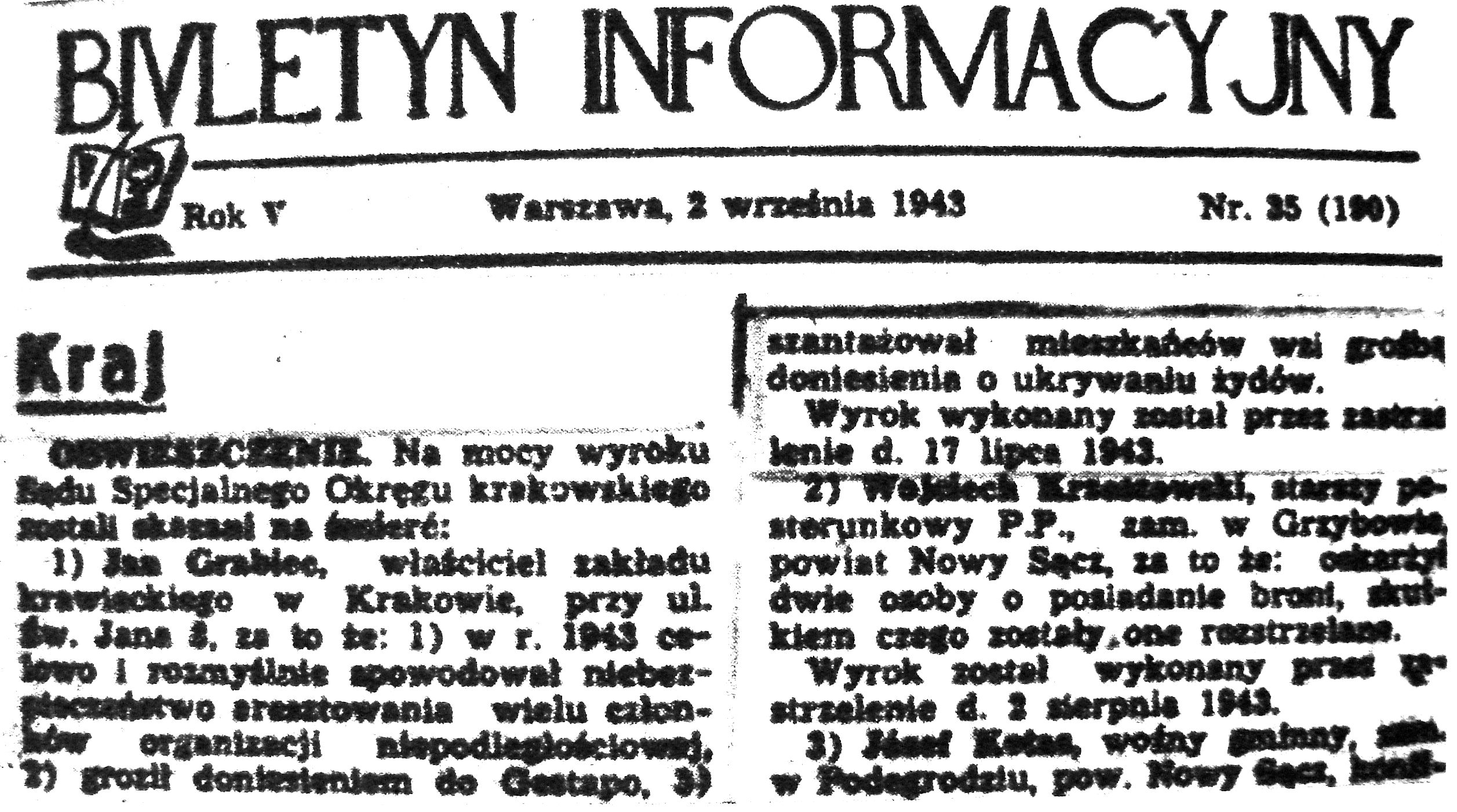
Biuletyn Informacyjny (информационный бюллетень) польского подполья, 2 сентября 1943 года, объявляет о смертных приговорах, вынесенных коллаборационистам, в том числе шмальцовнику по имени Ян Грабец

Шмальцо́вник (пол. Szmalcownik) — уничижительное польское жаргонное выражение, возникшее во время Холокоста в Польше во время Второй мировой войны и относящееся к человеку, который шантажировал скрывавшихся евреев или шантажировал поляков, которые помогали евреям во время немецкой оккупации. Лишая евреев финансовых ресурсов, шантажисты существенно увеличили опасность, с которой столкнулись евреи и их спасители, и увеличили их шансы быть пойманными и убитыми.
В столице Польши Варшаве шантажистами и информаторами выступали около 3000—4000 человек. Летом 1942 года Жегота, польская подпольная организация, занимающаяся помощью евреям, потребовала от Польского подпольного государства активизировать свои усилия по прекращению «чумы шантажистов». Летом 1943 года Армия Крайова начала приводить в исполнение смертные приговоры шмальцовникам в оккупированной Польше, приведя в исполнение более десятка к концу войны. Количество и последствия этих казней оспариваются. После войны в Польше также судили ряд шмальцовников.
Феномен шантажа евреев во время Холокоста не был уникальным для Польши и имел место по всей оккупированной Европе.

## Этимология

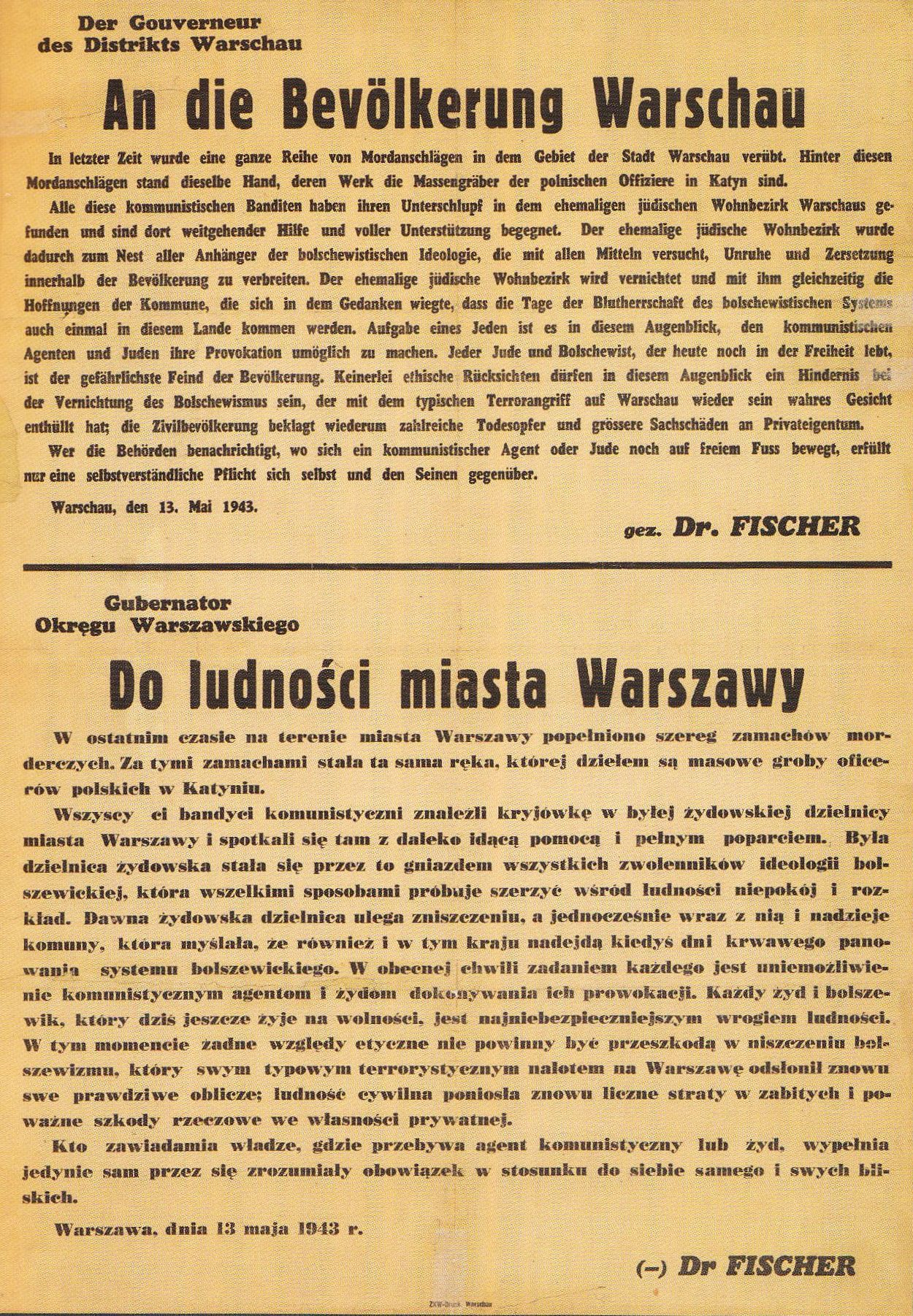
Заявление губернатора дистрикта Варшавы Людвига Фишера от 13 мая 1943 года, призывающее жителей Варшавы выдавать коммунистических агентов и евреев немецким властям

Этот термин происходит от немецкого слова Schmalz (польское фонетическое написание: szmalc, буквально означает «сало») и указывает на финансовые мотивы шантажиста, то есть взятку, которую должна дать жертва. Оно возникло из криминального жаргона. Таким образом, буквально szmalcownik можно перевести как сальный (сальный — жирный, то есть буквально человек с избыточным весом (в конкретном случае от переедания), как и шмальцовники, «переедавшие» от финансовых наград за свои действия и желавшие «работать» и «есть» всё больше и больше). В русском языке термин шмальцовника практически не используется, но в польских произведениях, исходя из жаргона военного времени, иногда проводится различие между шмальцовниками, которые действовали скорее как грабители, приставая к своим жертвам на улице и требуя взятку (то есть фактически этот «шантаж» являлся выбором между физическим здоровьем (например, побои за нежелание подчиниться грабителю-«шантажисту») жертвы и наградой для грабителя — финансовой или иной — что являлось и результатом и целью «шантажа»; в русском языке принято называть это «грабежом», а не «шантажом»), и более опасные шантажисты, которые выслеживали своих жертв (евреев или поляков, которые помогали им) до их укрытий и требовали всё, что у них было взамен на собственное неразглашение оккупационной власти информации о последних.

## Демография

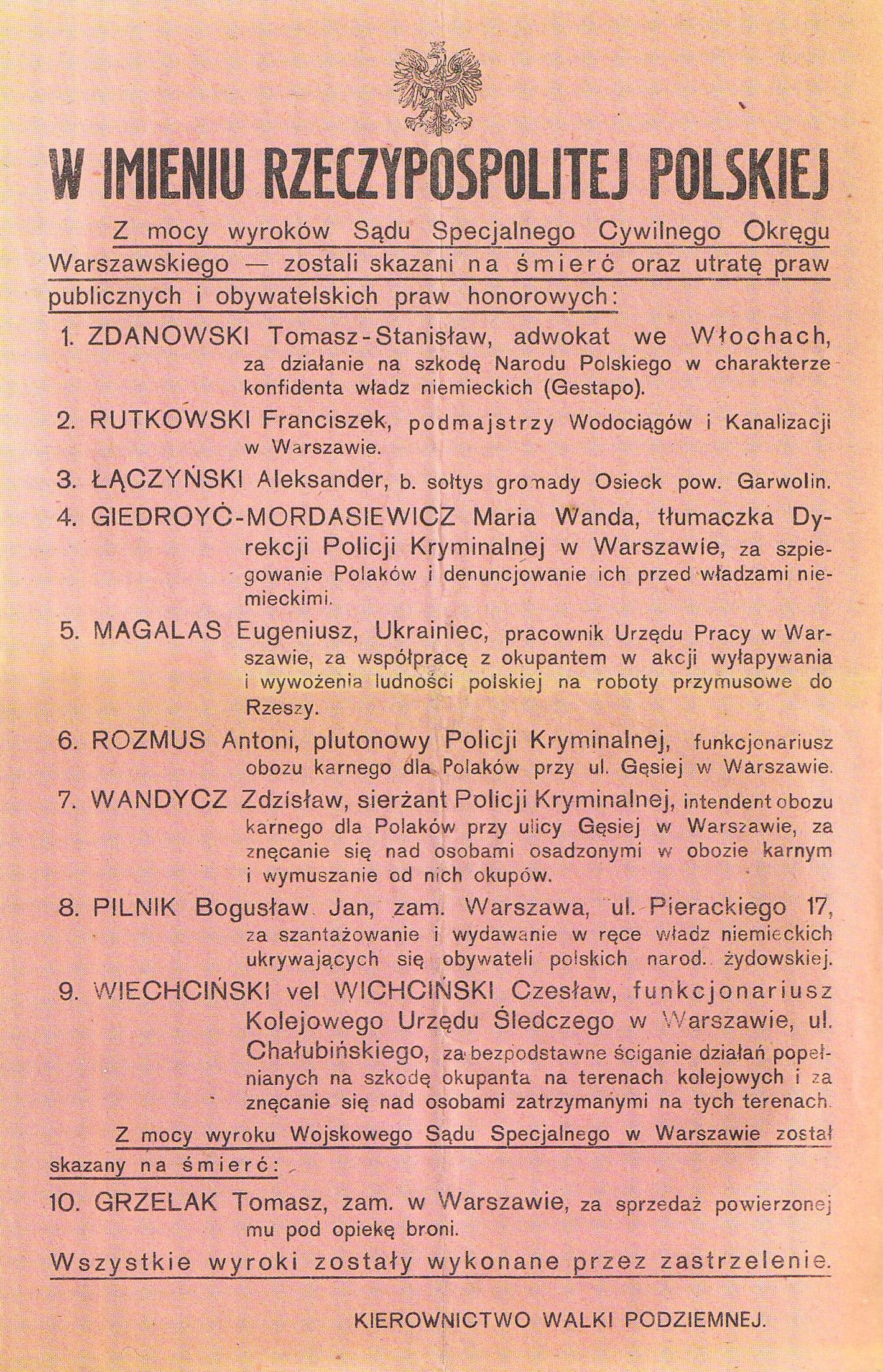
Плакат Управления подпольного сопротивления, сентябрь 1943 года, объявляющий о смертных приговорах, вынесенных коллаборационистам, в том числе Богуславу Яну Пильнику, осужденному за «шантаж и доставку немецким властям, сокрытие польских граждан еврейской национальности»

Шмальцовники происходили из разных слоёв общества. Около трёх четвертей составляли этнические поляки, но шантажом занимались также представители немецкого, украинского и литовского меньшинств, а в некоторых случаях даже евреи. Самыми известными и эффективными шмальцовниками были мужчины в возрасте 25—40 лет.  Некоторые из них помимо шантажа сотрудничали с гестапо или другими немецкими чиновниками или с польской синей полицией. Недавние исследования показывают, что, вопреки распространенному мнению, шмальцовники до войны не обязательно были закоренелыми преступниками; из 200 человек, осужденных немецким судом в Варшаве в период с 1940 по 1943 год за преступления против оккупационного режима, только 11 были связаны с довоенными преступниками.
По словам Яна Грабовского, «упоминания о шмальцовниках есть во всех отчетах евреев, скрывающихся на „арийской стороне“ Варшавы. Само количество упоминаний является прямым (хотя и трудно поддающимся количественной оценке) свидетельством распространённости этой практики». Гуннар Паулссон оценивает общее количество шмальцовников в Варшаве «до 3-4 тысяч», нацеленных на еврейскую общину (скрывающуюся на «арийской» стороне, за пределами Варшавского гетто) примерно в 28 000 человек и их помощники-неевреи, которых насчитывалось около 70 000—90 000, а остальные несколько сотен тысяч жителей города оставались пассивными в этой борьбе.

## Последствия
Начиная с 1941 года, евреи, которых обнаруживали без действующего пропуска за пределами гетто и лагерей, подлежали смертной казни, как и любые лица, помогавшие им. Немцы выдавали денежные вознаграждения (иногда называемые наградами) за выдачу скрывающихся евреев. Шмальцовники вымогали у евреев деньги и ценности, а после того, как у жертв грабили все ценное, их часто выдавали за награду. Многих скрывавшихся евреев было легко узнать по характерным физическим чертам, акценту и словарному запасу, кулинарным предпочтениям, незнанию польских христианских обычаев и даже чрезмерным закупкам продуктов питания. В начале немецкой оккупации шмальцовники довольствовались несколькими сотнями злотых, но после введения смертной казни за сокрытие евреев суммы выросли до нескольких тысяч злотых. Деятельность шмальцовников активизировалась во время ликвидаций гетто (1942—1944 года).
Ущерб, нанесённый шмальцовниками еврейской общине, был существенным. Лишая евреев активов, необходимых им для выживания, преследуя помогавших евреям, повышая общий уровень угрозы и заставляя скрывающихся евреев искать более безопасное жилье, шантажисты существенно увеличили опасность, с которой столкнулись евреи и их польские спасители, и увеличили для них риск быть пойманными и убитыми.
В некоторых случаях банды шмальцовников шантажировали друг друга или даже людей, работающих с агентами гестапо, что приводило к аресту одной из групп. Около 200 таких шмальцовников были привлечены к ответственности Варшавским специальным судом в Варшаве (Sondergericht Warschau) за подкуп немецких солдат, выдачу себя за агентов гестапо и подделку документов, удостоверяющих личность. Назначаемые наказания обычно варьировались от нескольких месяцев до нескольких лет тюремного заключения, хотя в некоторых случаях гестапо, как известно, проводило общие казни: например, два шмальцовника были казнены за ложное обвинение немецкого адвоката в том, что он еврей. Однако в целом немецкие власти не противодействовали деятельности шмальцовников, а наоборот поощряли её.

## Контрмеры

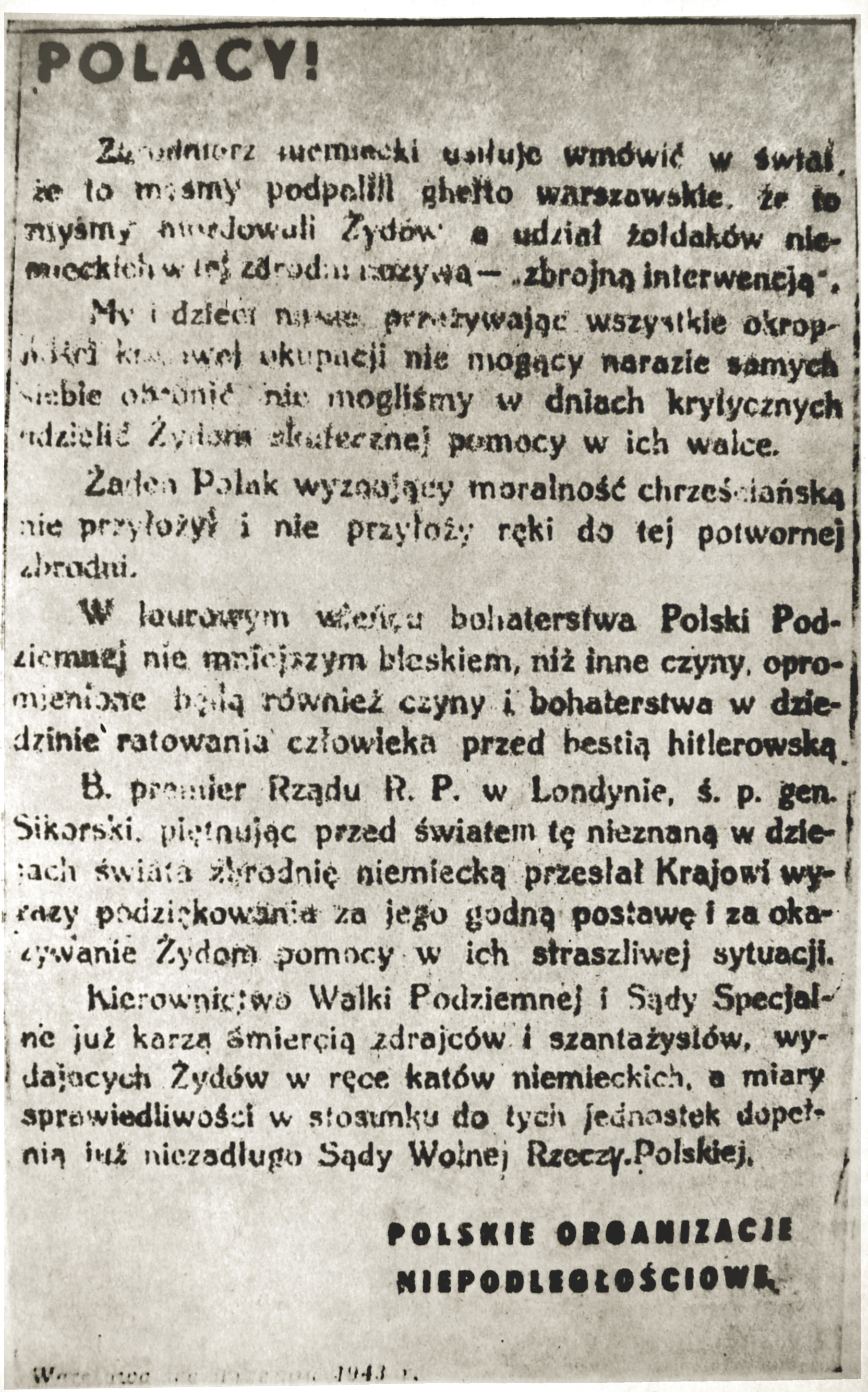
Коммюнике Жеготы, опубликованное в сентябре 1943 года, предупреждало, что донос евреев нацистам является преступлением, караемым смертной казнью

Польское подпольное государство считало сотрудничество предательским актом, караемым смертью, и пыталось противодействовать деятельности шмальцовников и информаторов с самого начала немецкой оккупации. Одним из способов воспрепятствовать такой деятельности была публикация публичных осуждений на плакатах, листовках и в подпольной прессе, хотя в них редко рассматривались преступления конкретно против евреев. Первое заявление управления подполья о том, что преступления против евреев и поляков будут караться смертной казнью, было сделано 17 сентября 1942 года. После основания в том же месяце Жеготы (Совета помощи евреям с правительственной делегацией Польши) его представители неоднократно обращались к подпольному государству с просьбой принять меры против шантажистов, но по большей части им говорили, что «ничего нельзя сделать», потому что такие действия потребуют судебного процесса, который, как утверждается, невозможно провести во время оккупации. На просьбу Жеготы о прямом осуждении антиеврейской деятельности был дан ответ семь месяцев спустя, 18 марта 1943 года. Польский комитет национального освобождения издал аналогичный указ более года спустя, 31 августа 1944 года.
Казни, проводимые польским подпольем, одобрялись подпольным судом, который должен был гарантировать, что ни один невиновный не будет убит случайно. За исключением лидеров банд, идентифицировать отдельных шантажистов было сложно, поскольку они часто были анонимными; однако их выявляли и наказывали гораздо чаще, чем уличных грабителей, которых было ещё труднее идентифицировать. Некоторые казни требовали тщательного планирования, поскольку ношение оружия сопряжено со значительным риском. Первая казнь шмальцовника Армией Крайовой состоялась 4 марта 1943 года, а на следующий день Еврейская боевая организация (в основном действовавшая в Варшавском гетто) объявила, что казнила пятерых еврейских коллаборационистов. Есть по крайней мере один задокументированный инцидент, когда бойцы коммунистического сопротивления Гвардии Людовой в Варшаве казнили одного или нескольких шмальцовников в 1943 году. В начале 1944 года, после того как Жегота лоббировала ускорение процесса, руководства подпольных организаций санкционировало казни по усмотрению местных лидеров сопротивления, а в 1943—1944 годах казни шмальцовников участились.
Масштабы и эффективность контрмер являются предметом дискуссий. Примерно 30 % казней подпольных судов в Варшаве приходилось на шмальцовников, но точное число неизвестно; Дариуш Либионка оценил число казненных в Варшаве шмальцовников менее двадцати.
По словам Самюэля Кассова, который анализировал архивы Эмануэля Рингельблюма, «даже в относительно простом вопросе подавления шантажистов и информаторов, преследующих евреев на арийской стороне, подпольное государство не могло быть обеспокоено». В целом, заключает Ян Грабовский, «занятие шантажом не влекло за собой значительного риска… [оно] не было приоритетом [подполья], и те немногие приговоры, которые выносили подпольные суды, обычно касались не только евреев, но и поляков». По словам Джозефа Кермиша, прокламации подполья остались в основном «на бумаге», а количество казней оставалось низким; часто и при этом они не были таким сдерживающим фактором, как когда-то думали историки. Майкл Маррус, однако, отмечает, что около 150 казней информаторов, произошедших к апрелю 1943 года, хотя и не в ответ на шантаж, оказали положительное влияние на это явление. По его словам, «приведено в исполнение больше смертных приговоров, чем сообщалось». Маррус утверждает, что, хотя казни не устранили проблему шантажистов, они «настолько уменьшили её», что это больше не было проблемой «первостепенной важности» для Жеготы.

## Послевоенный период
Некоторых шмальцовников после войны судили в Польше. В 1956 году преступление шмальцовников было подвергнуто амнистии, однако из неё были исключены лица, участие которых в убийстве было доказано.